# Sabretache

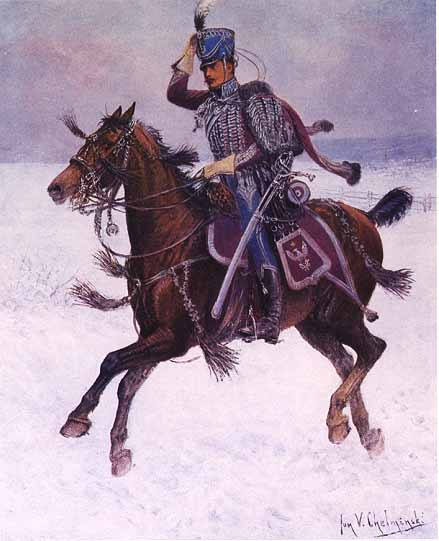
Uma representação de um oficial hussardo do exército do Ducado de Varsóvia em 1807. Seu sabretache está suspenso abaixo do sabre e atrás da perna esquerda. É estampado com a Águia Branca da Polônia

Sabretache (derivado do em alemão:  Säbeltasche) é uma bolsa que era usada suspensa no cinto de um soldado de cavalaria junto com o sabre.

## Origens
O sabretache é derivado de uma bolsa de couro plana de um cavaleiro húngaro tradicional chamada tarsoly. Os primeiros exemplos foram encontrados nas tumbas dos guerreiros magiares da conquista da Panônia no século X. Eles eram frequentemente reforçados e decorados com placas de prata e continham ferramentas para fazer fogo e outros itens essenciais.

## Uso militar
No início do século 18, a cavalaria hussarda tornou-se popular entre as potências europeias, e um tarsólio era muitas vezes uma parte dos apetrechos. O nome alemão sabretache foi adotado, tache significando "bolso". Preenchia a função de um bolso, que estava ausente do uniforme justo do estilo hussardo. Parte da função da cavalaria ligeira durante a guerra era entregar ordens e despachos; o sabre de sabre era adequado para mantê-los. A grande aba frontal geralmente era fortemente bordada com uma cifra real ou brasão regimental, e poderia ser usada como uma superfície firme para escrever. No século 19, outros tipos de cavalaria, como couraceiros e lanceiros, também os usavam.
No Exército Britânico, os sabretaches foram adotados pela primeira vez no final do século 18 por regimentos de dragões leves, quatro dos quais adquiriram o status de "hussardos" em 1805. Eles ainda estavam sendo usados em combate pela cavalaria britânica durante a Guerra da Crimeia; Versões "despir" em couro preto liso foram usadas na ativa. Os hussardos da Guarda Prussiana usavam os seus na Guerra Franco-Prussiana. Na maioria dos exércitos europeus, os sabretaches foram gradualmente abandonados para uso em campo no final do século 19, mas foram mantidos por alguns regimentos para ocasiões cerimoniais.
Os sabretaches são agora muito procurados por colecionadores de artigos militares.

## Galeria

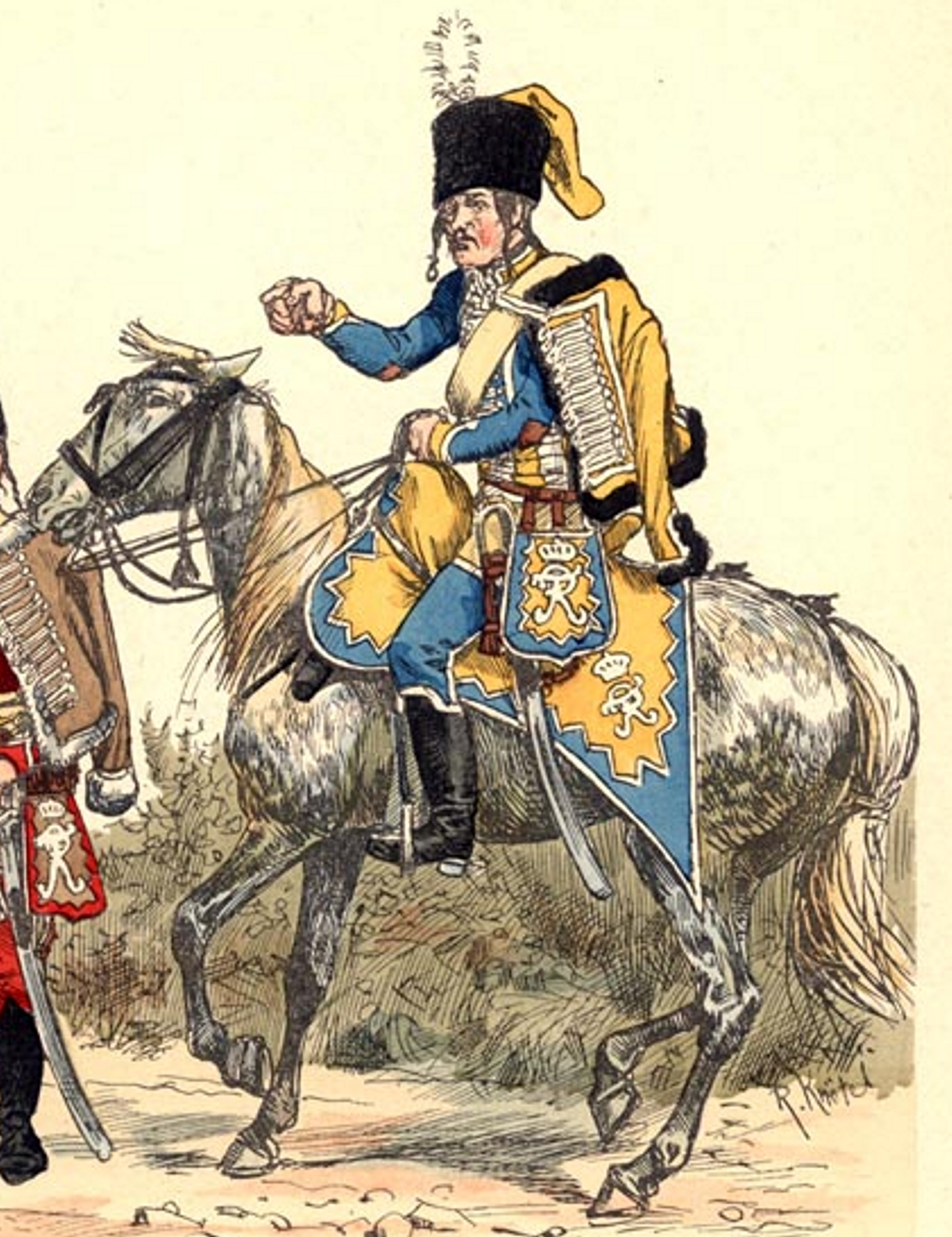
Um hussardo prussiano em 1763 seu sabreche carrega a cifra de Frederico, o Grande.
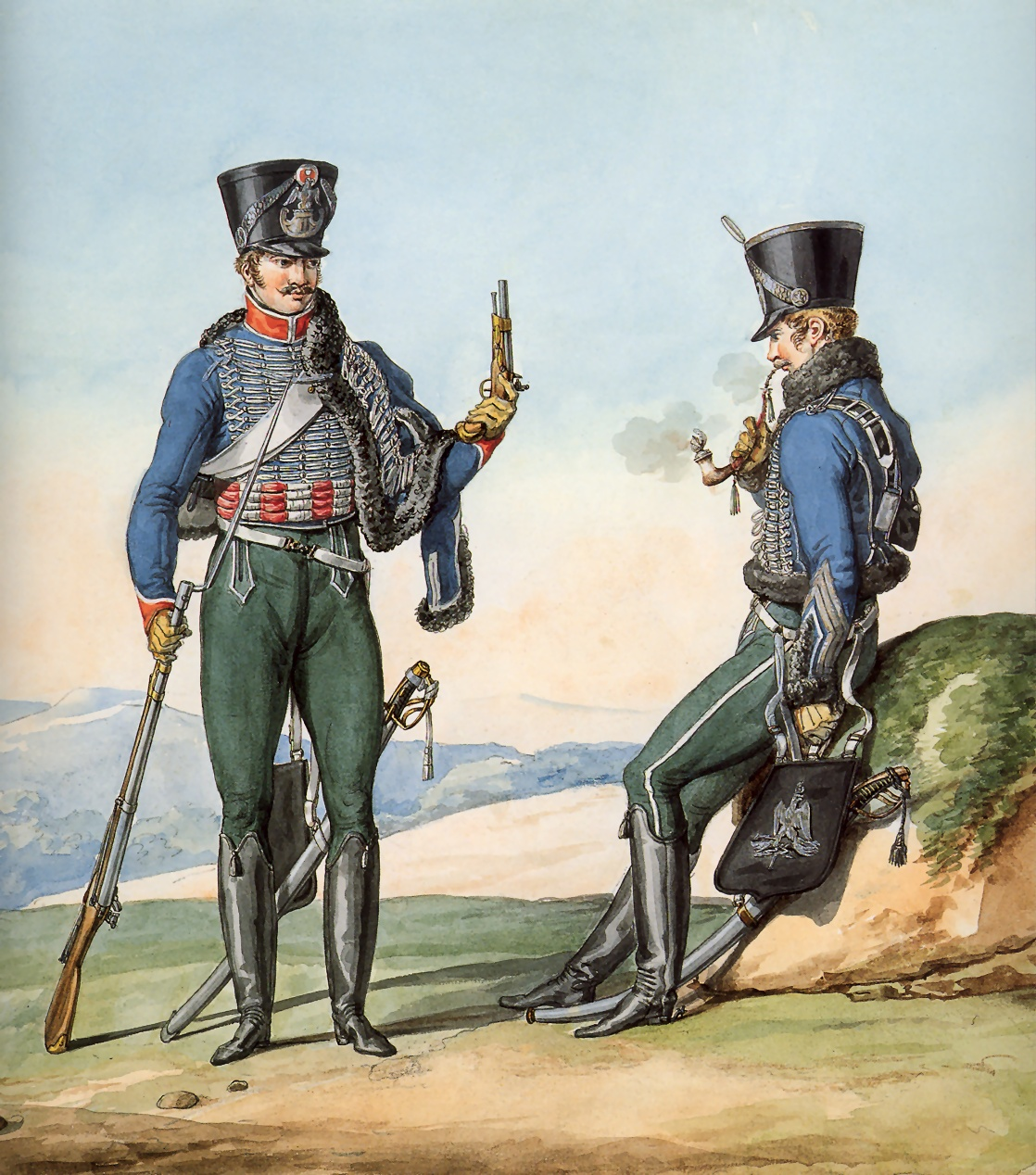
Soldados dos 1º Hussardos franceses em 1812, mostrando como o sabreche foi anexado ao cinto de espada.
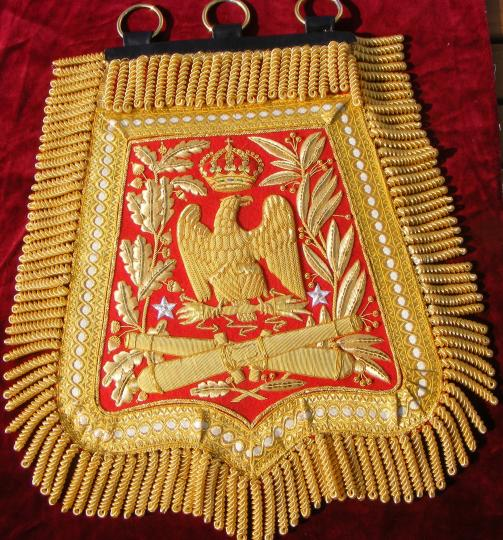
Sabretache usado pelo general Desvaux de Saint-Maurice (falecido em 1815), mostrando a coroa e a águia de Napoleão I de França, Imperador dos Franceses.
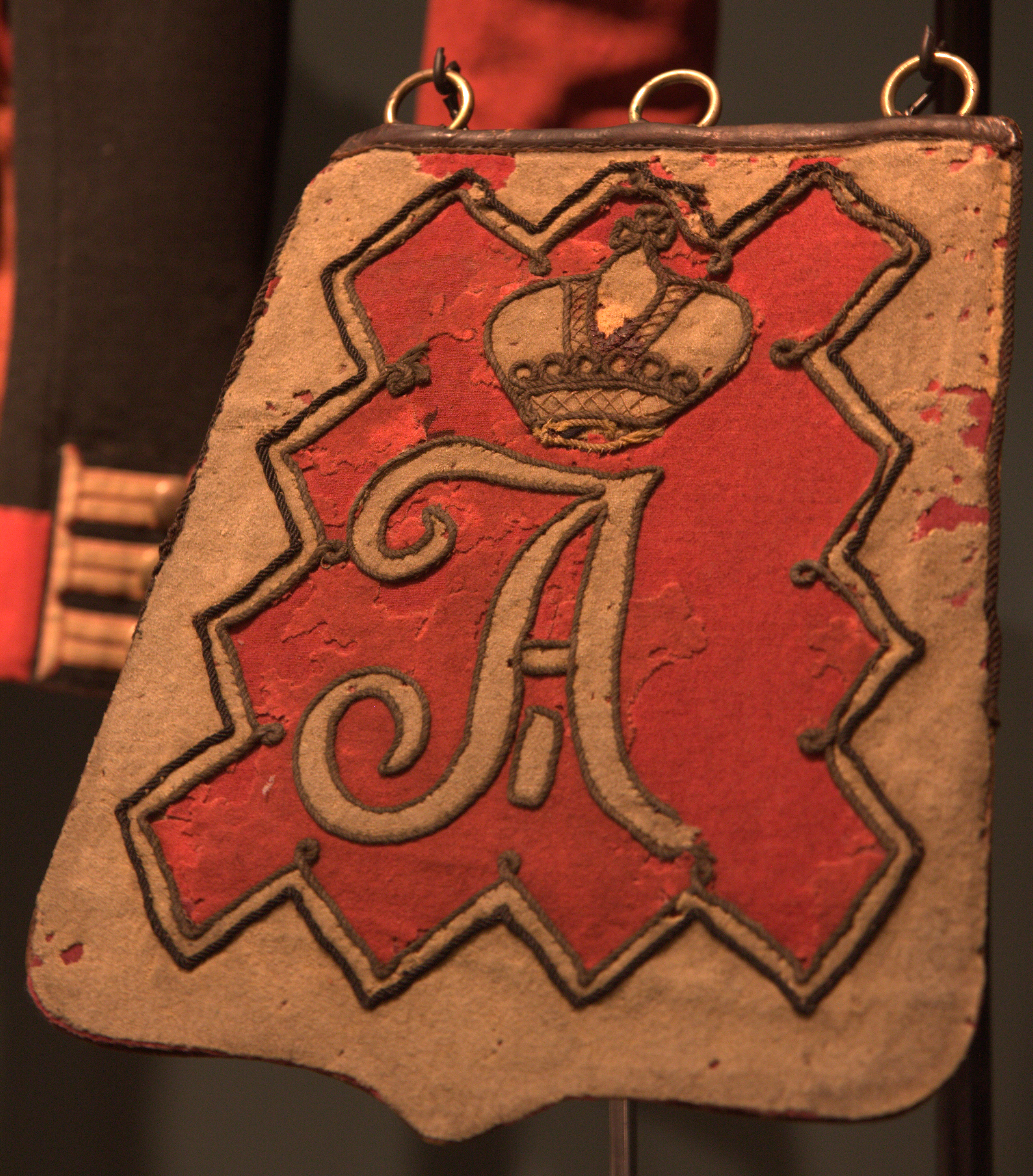
Um sabretache do Regimento de Hussardos da Guarda Imperial Russa do padrão usado de 1802 a 1825.
O Comandante do 11º Regimento de Cavalaria de Bengala (Lancers), parte do Exército da Índia Britânica, com sabretache em 1867.
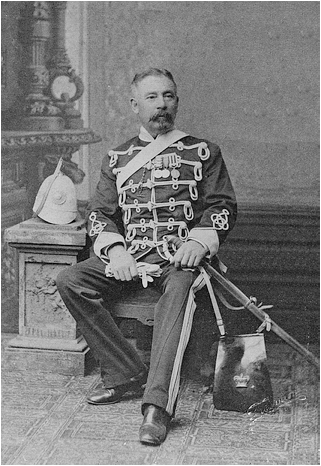
Um oficial dos hussardos irlandeses reais do 8º rei britânico em 1880, mostrando o sabretache de couro envernizado que foi usado na ativa.
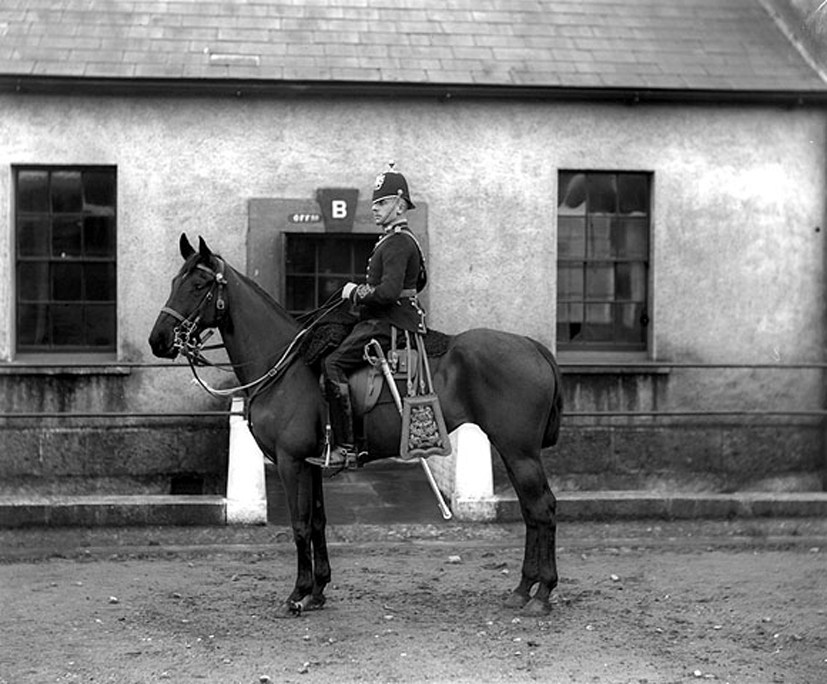
Um oficial da artilharia real britânica com sabretache em 1901.
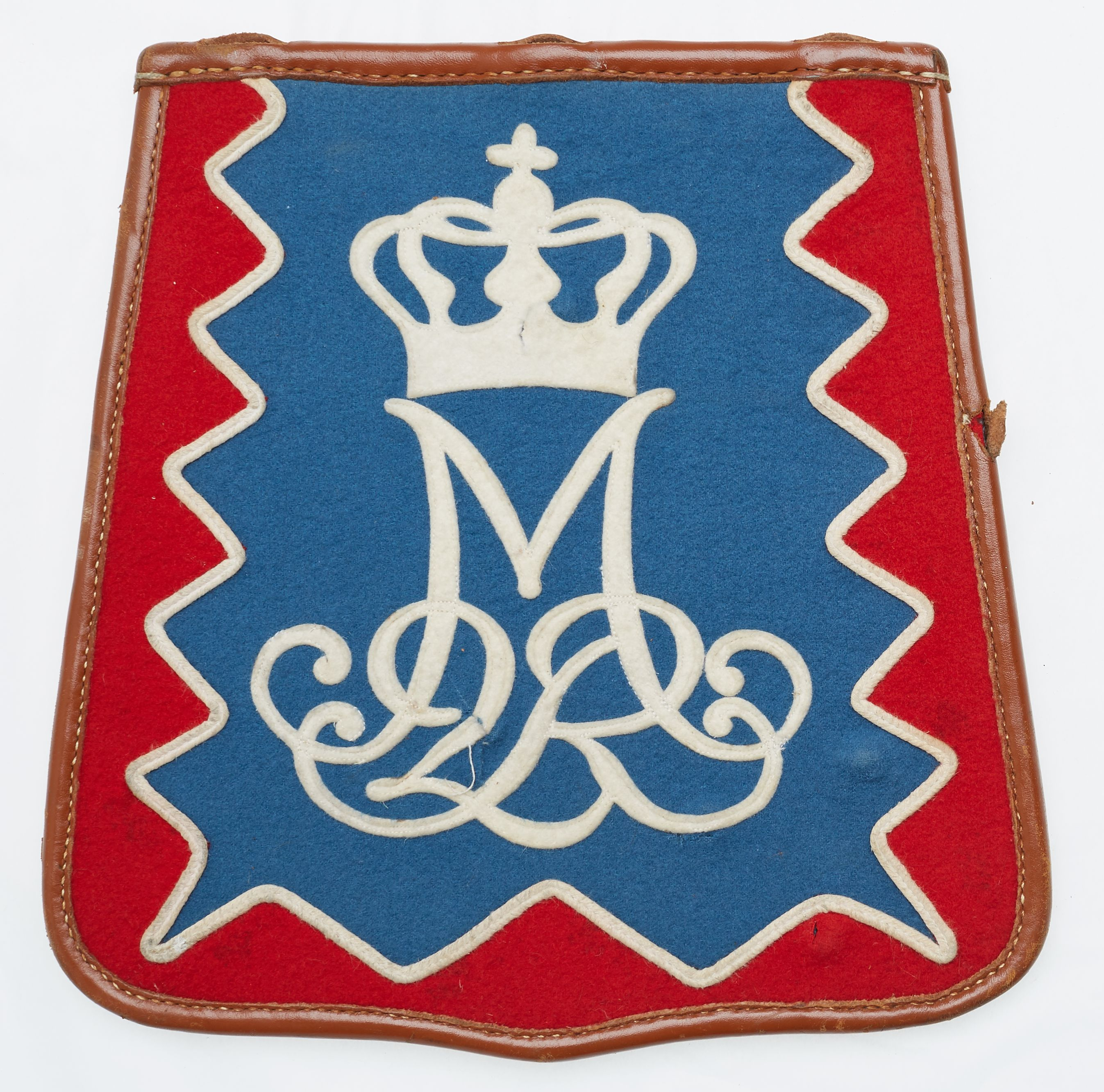
Um sabretache dinamarquês atual para alistados, carregando a cifra de Margarida II da Dinamarca.
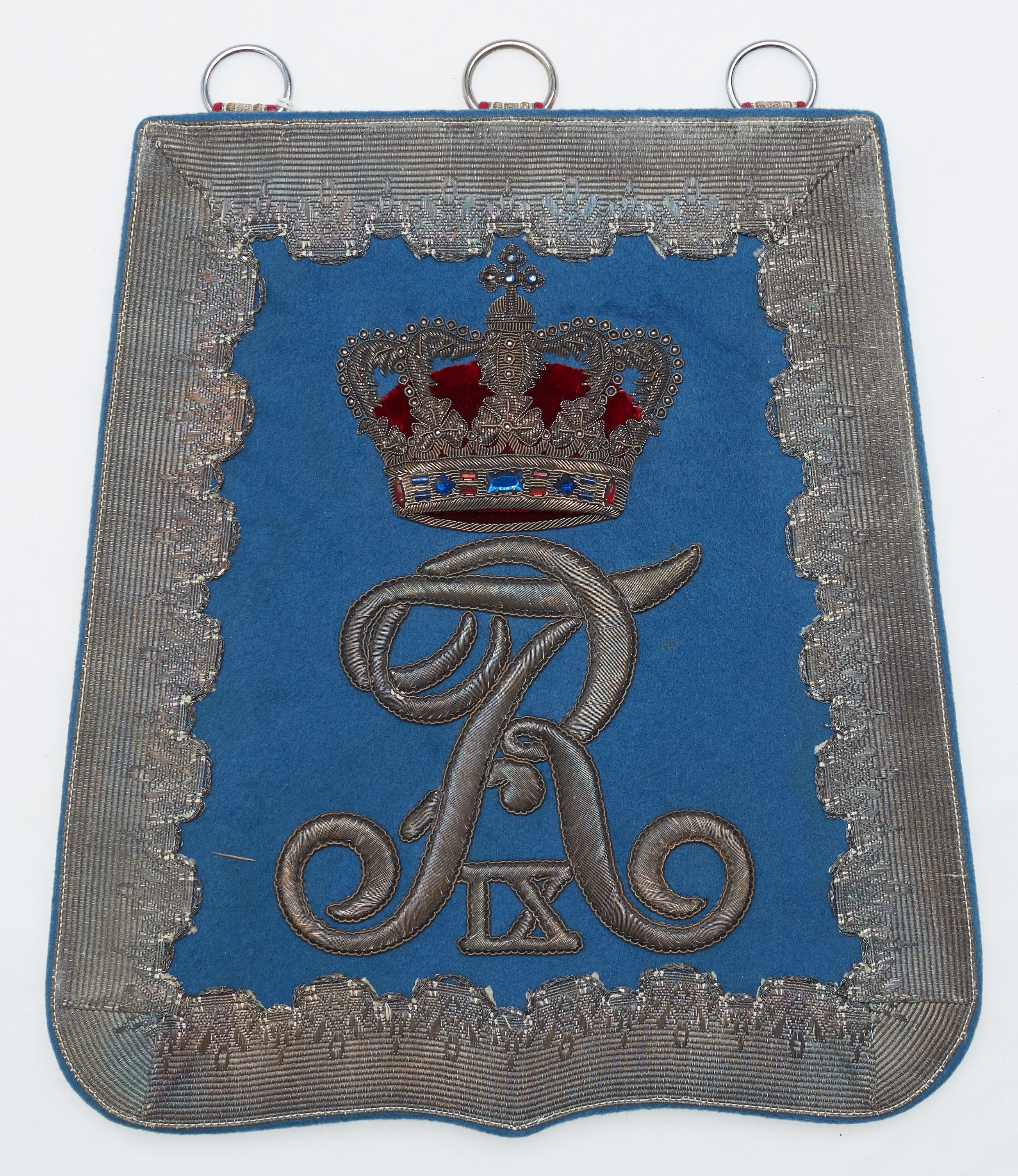
Um sabretache dinamarquês para oficiais, carregando a cifra de Frederico IX da Dinamarca.